# 济南市美术馆
济南市美术馆，加挂济南画院牌子，一座位于山东省济南市的造型艺术博物馆。

## 历史
1980年，济南画院成立，设山水画、花鸟画和人物画三个创作室和一个美术理论研究室，侧重于国画创作实践。2008年，济南画院办公大楼完成翻修改造。
2013年3月，济南市美术馆成立，加挂济南画院牌子。2013年10月12日，济南市美术馆位于济南市西部新城核心区的新馆舍正式启用，与毗邻的山东省会文化艺术中心大剧院、济南市图书馆、济南市群众艺术馆共同组成山东省会文化艺术中心。

## 收藏
馆藏作品涵盖国画、油画、版画、书法、雕塑及陶艺等门类。